# Semiothisa aspirata
Semiothisa aspirata är en fjärilsart som beskrevs av Richard F. Pearsall 1913. Semiothisa aspirata ingår i släktet Semiothisa och familjen mätare. Inga underarter finns listade i Catalogue of Life.